# Sept-Saulx
Sept-Saulx è un comune francese di 580 abitanti situato nel dipartimento della Marna nella regione del Grand Est.

## Società

### Evoluzione demografica
Abitanti censiti